# Scuip pe mormântul tău (film din 2010)
Scuip pe mormântul tău (în engleză I Spit on Your Grave) este un film horror american, fiind o refacere a filmului controversat din 1978 - Day of The Woman.